# إينا أفينوجينوفا
إينا أفينوجينوفا (من مواليد 14 كانون الثاني/يناير 1989) هي صحفية روسية، عملت كنائب مدير في موقع روسيا اليوم باللغة الإسبانية حتى أيار/مايو 2022، حين انضمَّت لبرنامج «La Base» الذي يقدمه بابلو إغليسياس توريون عبر الصحيفة الإلكترونية الإسبانية بوبليكو لتكون مسؤولةً عن إجراء تحليلات للوضع الدولي والجغرافيا السياسية وخاصة في أمريكا اللاتينية التي تحظى فيها بالكثير من المتابعين.